# Native Love (Step by Step)
«Native Love (Step by Step)» es el nombre de un sencillo de la cantante, actor y drag queen, Divine, publicado en 1982.

## Lista de canciones

### Dutch Vinyl, 12-inch single
1. "Native Love (Step By Step) (Baile Mix)" - 5:10
2. Native Love (Step By Step) (Versión Remixed / EE. UU. Remix)" - 8:13

## Posiciones
| Posición (1982)           | Número Posición |
| ------------------------- | --------------- |
| Dutch Singles Chart       | 28              |
| U.S. Hot Dance Club Songs | 21              |